# Fucaceae
Famille
Les Fucaceae sont une famille d’algues brunes de l’ordre des Fucales.

## Étymologie
Le nom vient du genre type Fucus dérivé du grec φυχοσ / fychos, «  naître, croître », et du latin fucus, « plante marine donnant une teinture rouge ».

## Liste des genres et espèces
Selon AlgaeBASE consulté le 21 juin 2021 :
- Ascophylla, Stackh.
- Ascophyllum, Stackh.
- Fucodium, J.Agardh
- Fucus, L.
- Halicoccus, Aresch.
- Halidrys, Stackh.
- Hesperophycus, Setch. & N.L.Gardner
- Monilia, A.Rich.
- Ozothallia, Decne. & Thur.
- Pelvetia, Decne. & Thur.
- Pelvetiopsis, N.L.Gardner
- Physocaulon, Kütz.
- Silvetia, E.Serrão, T.O.Cho, S.M.Boo & S.H.Brawley

Selon ITIS (23 août 2017) :
- Ascophyllum
- Fucus
- Hesperophycus
- Pelvetia
- Pelvetiopsis

Selon World Register of Marine Species (23 août 2017) :
- Ascophyllum Stackhouse, 1809
- Fucus Linnaeus, 1753
- Hesperophycus Setchell & Gardner, 1910
- Pelvetia Decaisne & Thuret, 1845
- Pelvetiopsis N.L.Gardner, 1910
- Silvetia E.Serrão, T.O.Cho, S.M.Boo & S.H.Brawley, 1999
- Thaumasia C. Agardh, 1824